# Andrés Alcántara
Andrés Alcántara (Torredelcampo, 22 de novembro de 1960) é um Artista Plástico espanhol com obra nos campos da escultura, pintura e gravura.

## Biografia
Escultor de grande mérito, Alcántara também pinta e executa gravura. Realiza a sua primeira exposição individual em 1988, na Galeria E. Navarro, Madrid. Participou em importantes colectivas internacionais como a Bienal Villa de Madrid; ARCO, Madrid; ESTAMPA, Madrid; Museo de la Ciudad em Madrid e Museo de Santa Cruz em Toledo. Alcántara ou El mago de la piedra (como já foi apelidado), recusa quaisquer vínculos a movimentos estéticos, assumindo esse alheamento, com uma discreta e sincera atitude de vida que o impele a modelar directamente os volumes, segundo a liberdade do seu mais íntimo sentir. Andrés Ancántara encontra-se representado em numerosas e prestigiantes colecções internacionais.

## Prémios
Alcántara, que se considera fundamentalmente um escultor - trabalhando preferencialmente o mármore puro, branco ou negro - tem também enveredado pelo caminho do desenho. Foi laureado com os seguintes prémios de prestígio: Na Bienal de Escultura de Múrcia; no XIV Certame Nacional de Escultura Caja de Madrid; no XXII Concurso de Pintura y Escultura em Quesada, Jaén; no XVIII e XIX Certame Internacional de Escultura em Santisteban del Puerto, Jaén, no Concurso Internacional de Escultura de Punta Umbría em Huelva e no 1º Prémio no Concurso Internacional de Escultura Jacinto Higueras, de Jaén (1994).[carece de fontes?]